# Португалія на літніх Олімпійських іграх 2008
Португалія брала участь у Літніх Олімпійських іграх 2008 року у Пекіні (Китай) у двадцять другий раз за свою історію, і завоювала одну срібну і одну золоту медалі.

## Золото
- Легка атлетика, потрійний стрибок, чоловіки — Нелсон Евора.

## Срібло
- Тріатлон, жінки — Ванесса Фернандеш.